# Lijst van ontwerpen van Jan Wils
Dit is een lijst van ontwerpen van architect Jan Wils (1891-1972).

Zie voor prijsvraagontwerpen de Lijst van prijsvraagontwerpen van Jan Wils.
| Datum                                              | Beschrijving | Locatie | Bijzonderheden                                                                                              | Afbeelding |
| -------------------------------------------------- | --- | --- | --- | ---------- |
| 1908                                               | Ontwerp van een gevel van apotheek L. Kruier                                                                                           | Alkmaar | Studieontwerp                                                                                               |            |
| 1909                                               | Schoorsteenmantel in de kleine zaal van De harmonie                                                                                    | Alkmaar, Lombardsteeg 2 | |            |
| 1910                                               | Ontwerp van zomerhuis Prof. van der Waal                                                                                               | Bergen aan Zee | |            |
| 1910                                               | Ontwerp van zeven blokken arbeiderswoningen                                                                                            | Alkmaar | |            |
| 1911                                               | Ontwerp van pension Spuit en Wils | Bergen aan Zee | |            |
| 1911 (ca.)                                         | Ontwerp van de verbouwing van woonhuis S. Spruit                                                                                       | Bergen | |            |
| 1912-01                                            | Ontwerp van een zomerhuis | Bergen aan Zee | |            |
| 1912                                               | Kennemergarage | Alkmaar, Kennemerstraatweg 6 | Beeldhouwwerk van Willem Coenraad Brouwer                                                                   |            |
| 1912-1913                                          | Ontwerp van woonhuis E. Wils | Heiloo, Kennemerstraatweg | |            |
| 1912-09                                            | Tuinmanswoning | Olterterp | |            |
| 1912-12                                            | Ontwerp van een verbouwing van een burgersociëteit                                                                                     | Onbekend | |            |
| 1912                                               | Ontwerp van de Schapenbrug | Alkmaar | |            |
| 1913-02                                            | Dubbel woonhuis B. Hoek en A. Storm | Alkmaar, Westerweg 82-84 | |            |
| 1913                                               | Verbouwing pand | Alkmaar, Verdronkenoord 123 | Beeldhouwwerk van Willem Coenraad Brouwer                                                                   |            |
| 1913                                               | Verbouwing van de kleine zaal van De harmonie                                                                                          | Alkmaar, Lombardsteeg 2 | |            |
| 1913-08                                            | Ontwerp voor 46 arbeiderswoningen | Alkmaar | |            |
| 1913-08                                            | Ontwerp van woonhuis J. Twisk | Alkmaar, Nieuwpoortlaan 22 | |            |
| 1913-11                                            | Ontwerp van een natuurstenen buitentrap                                                                                                | Alkmaar | |            |
| 1913-11                                            | Ontwerp voor een bekledingsmuur en afsluiting van een stadspark                                                                        | Onbekend | |            |
| 1916-1917                                          | Verbouwing woonhuis-boerderij S. van Veen                                                                                              | Winschoten, Zuiderveen 35 | Uitgevoerd                                                                                                  |            |
| 1916-12                                            | Ontwerp van landhuis Leon Senf | Voorburg | |            |
| 1916-1917                                          | Woonhuis met notarispraktijk J. de Lange                                                                                               | Alkmaar, Wilhelminalaan 2 | Beeldhouwwerk exterieur van Willem Coenraad Brouwer; interieurs van Theo van Doesburg                       |            |
| 1916-1922                                          | Protestantse kerk | Kinderdijk, Molenstraat 149 | Bekroond antwoord op een prijsvraag uitgeschreven door de Nederlands Hervormde Gemeente in Nieuw-Lekkerland |            |
| 1917                                               | Openbare school (i.s.m. H. van der Wijk)                                                                                               | Sint Anthoniepolder, Polderdijk 61 | Decoraties van Theo van Doesburg                                                                            |            |
| 1917                                               | Onderwijzerswoning (i.s.m. H. van der Wijk)                                                                                            | Sint Anthoniepolder, Polderdijk 63 | Glas-in-loodramen van Theo van Doesburg                                                                     |            |
| 1917                                               | Ontwerp van de indeling van begraafplaatsen                                                                                            | Cillaarshoek, Maasdam en Sint Anthoniepolder                                                                                               | |            |
| 1917 of 1918                                       | Drie arbeiderswoningen | Den Haag | |            |
| 1917                                               | Villa De Karperton | Bergermeer, Groenweg 32-34 | Glas-in-loodramen van Theo van Doesburg                                                                     |            |
| 1917                                               | Openbare Lagere School (i.s.m. H. van der Wijk)                                                                                        | Cillaarshoek | |            |
| 1917                                               | Landhuis met atelier G. de Voogd | Voorburg | |            |
| 1917-1939                                          | Meubels voor meubelfabriek Eik & Linden, Alkmaar                                                                                       | Niet van toepassing | |            |
| 1918 (januari)                                     | Ontwerp voor acht arbeiderswoningen | Woerden | |            |
| 1918-1919 (afgebroken in de jaren ’60)             | Hotel-café-restaurent De Dubbele Sleutel                                                                                               | Woerden, Voorstraat/Meulmansweg | Kleurontwerp van Theo van Doesburg                                                                          |            |
| 1918                                               | Aanbouw van een kantoortje aan woonhuis Minkema                                                                                        | Woerden, Oostdam 6 | |            |
| 1917                                               | Woonhuis P.A. Riedé | Woerden, Stationsweg 10a-b | Uitgevoerd                                                                                                  |            |
| 1918                                               | Ontwerp van een zomerhuis | Wageningen | |            |
| 1918 (ca.)                                         | Ontwerp voor een landhuis met holle beton-wanden                                                                                       | Onbekend | |            |
| 1918-12 - 1920                                     | Arbeiderswoningen | Woerden, Van Oudheusdenstraat 5-8, Costerusstraat 2-4                                                                                      | |            |
| 1918-12 - 1919                                     | Dubbel woonhuis W. Kaas | Alkmaar, Nassauplein 12-13 | Decoraties interieur van Vilmos Huszár (?)                                                                  |            |
| 1919-01                                            | Atelierwoning | Onbekend | Mogelijk ontworpen voor een Parijse tentoonstelling                                                         |            |
| 1919-1921 (afgebroken jaren ’90)                   | Woningbouw voor de Vereeniging Uitbreiding West                                                                                        | Gorinchem, Dijkstraat, Havenstraat, Steenenhoeksestraat, Merwedestraat, Wolpherensestraat, Middenweg, Nijverheidsplein                     | |            |
| 1919-07 - 1922                                     | Middenstandswoningbouw Daal en Berg | Den Haag, Papaverhof, Klimopstraat, Irisstraat, Magnoliastraat                                                                             | |            |
| 1920-1921 (uitbreidingen 1927, 1934, 1947 en 1956) | Kantoorgebouw en deurenfabriek C. Bruynzeel en Zonen                                                                                   | Zaandam, Ghysenlaan | |            |
| 1920                                               | Ontwerp voor een pakhuis en een warenhuis                                                                                              | Onbekend | |            |
| 1920                                               | Verbouwing van woonhuis J.H. de Leeuw                                                                                                  | Voorburg, Herenstraat 94 | |            |
| 1920 - 1921-05                                     | Dansinstituut Gaillard-Jorissen | Den Haag, Laan van Meerdervoort 50a-c | Kleurontwerp van Piet Zwart                                                                                 |            |
| 1920-1921                                          | Fotoatelier Berssenbrugge | Den Haag, Zeestraat 65 | Kleurontwerp van Vilmos Huszár                                                                              |            |
| 1920-1921                                          | Ontwerp voor een tehuis voor werkende vrouwen (i.s.m. Piet Zwart en Vilmos Huszár)                                                     | Den Haag, Wingerdstraat, Asterstraat, Irisstraat, Klimopstraat, Magnoliastraat                                                             | |            |
| 1920 (ca.)                                         | Ontwerp voor een beneden- en bovenwoning                                                                                               | Den Haag, Johan van Oldenbarneveldtlaan | |            |
| 1921                                               | Woningbouw voor de Coöperatieve Vereniging De Wingerd                                                                                  | Den Haag, Ungerplein, Wingerdstraat | |            |
| 1920-02 - 1921                                     | Woningbouw | Oudewater, Lange Burchwal 124-160, Achterom 1-9                                                                                            | |            |
| 1922-07                                            | Ontwerp winkels | Den Haag, Mezenplein | |            |
| 1922-12 - 1923-01                                  | Woningbouw | Voorburg, Koningin Wilhelminalaan 196-290 en 243-337                                                                                       | Uitgevoerd (gedeeltelijk)                                                                                   |            |
| 1923-08                                            | Verbouwing van De Harmonie | Alkmaar, Lombardsteeg 2 | |            |
| 1924-03                                            | Woonhuizen | Voorburg, Sophiastraat 14-20 | |            |
| 1924-03                                            | Ontwerp voor de bebouwing van een terrein                                                                                              | Voorburg, Koningin Wilhelminalaan | |            |
| 1924-03                                            | Ontwerp voor een winkel met bovenwoningen                                                                                              | Voorburg, Achterweg | |            |
| 1924-1928                                          | Sportterrein in villapark Leeuwenbergh                                                                                                 | Voorburg, Park Leeuwenbergh | |            |
| 1924-10                                            | Ontwerp voor een sportgebouw | Den Haag, Wassenaarseweg | Onuitgevoerd                                                                                                |            |
| 1924-10                                            | Ontwerp voor een verkaveling van een terrein                                                                                           | Wassenaar, Oud Wassenaarseweg | |            |
| 1924-11                                            | Ontwerp voor een hotel-café-restaurant                                                                                                 | Bergen | |            |
| 1924-1925                                          | Ontwerp voor een nieuw stadhuis (i.s.m. Jan Kalf)                                                                                      | Den Haag | Onuitgevoerd                                                                                                |            |
| 1924-12                                            | Ontwerp voor de verbouwing van een woonhuis tot schermzaal en kleedkamers                                                              | Den Haag, Lange Vijverberg 12 | |            |
| 1925                                               | Ontwerp van woningen voor woningbouwvereniging Oostenburg                                                                              | Voorburg, Laan van Nieuw Oosteinde | |            |
| 1925                                               | Grafmonument van Mozes Isaac Duparc | Den Haag, Nieuw Eykenduynen | |            |
| 1926                                               | Flatgebouw (i.s.m. F.L.J. Lourijsen)                                                                                                   | Den Haag, Jozef Israëlslaan 61/Jozef Israëlsplein 9-34/Mauvestraat 56                                                                      | Uitgevoerd                                                                                                  |            |
| 1926                                               | Brug | Amstelveen, Keizer Karel Park | Uitgevoerd                                                                                                  |            |
| 1926-11                                            | Ontwerp van een café-restaurant met kantoren (i.s.m. F.J.L. Lourijsen)                                                                 | Amsterdam, Spui | Onuitgevoerd                                                                                                |            |
| 1926                                               | Ontwerp van Gebouw Korsten | Amsterdam, Koningsplein | Onuitgevoerd                                                                                                |            |
| 1926-1928                                          | Olympisch Stadion met bijgebouwen (i.s.m. G. Jonkheid en C. van Eesteren)                                                              | Amsterdam, Stadionplein | Uitgevoerd; eerstesteenlegging 18 mei 1927; oplevering 1 mei 1928                                           |            |
| 1926                                               | Woningen (i.s.m. F.J.L. Lourijsen) | Den Haag, Gogelweg 22-26 | |            |
| 1927                                               | Woningen (i.s.m. F.J.L. Lourijsen) | Den Haag, Mesdagstraat 38a-72 | |            |
| 1928                                               | Middenstandwoningbouw | Hilversum, Simon Stevinweg/Joh. Geradtsweg 95-103/H. de Keizerlaan                                                                         | Uitgevoerd maart 1929-september 1930                                                                        |            |
| 1928                                               | Ontwerp voor woningen en winkels | Hilversum, Geuzenweg | Onuitgevoerd                                                                                                |            |
| 1928 (?)                                           | Ontwerp voor een flatgebouw | Den Haag, Laan van Meerdervoort/Conradkade                                                                                                 | |            |
| 1929-1930                                          | Tribune in het Gemeentelijk Sportpark                                                                                                  | Alkmaar | |            |
| 1929-1930                                          | Garage Citroën | Amsterdam, Stadionplein 28-30 | Uitgevoerd                                                                                                  |            |
| 1929-1930                                          | Ontwerp voor een Academie voor Lichamelijke Opvoeding                                                                                  | Amsterdam, Olympiaplein/Apollolaan | Onuitgevoerd                                                                                                |            |
| 1929                                               | Ontwerp voor een opslagplaats van het Nederlands Cement Syndicaat                                                                      | Rotterdam | |            |
| 1930                                               | Ontwerp voor amusementcomplex Flora Palace                                                                                             | Amsterdam, Herengracht/Amstelstraat | Onuitgevoerd                                                                                                |            |
| 1930-1932 (afgebroken 1969)                        | OLVEH-gebouw | Den Haag, Piet Heinplein/Kortenaerkade | Uitgevoerd; beeldhouwwerk van H.A. van den Eijnde                                                           |            |
| 1930-1931                                          | Vrijmetselaarsloge Silentium | Delft, Choorstraat 16 | |            |
| 1931-02                                            | Ontwerp van Gebouw Hygiea | Amsterdam | Onuitgevoerd                                                                                                |            |
| 1931                                               | Drie ontwerpen voor een nieuw stadion voor voetbalclub Feyenoord                                                                       | Rotterdam, Charloisse Lagedijk (plan A en B), Kreekweg (plan C)                                                                            | Onuitgevoerd                                                                                                |            |
| 1931-1938                                          | Ontwerp van flatgebouw Duynrande | Den Haag, Fazantlaan/Laan van Poot | |            |
| 1932-02                                            | Ontwerp voor een nieuwe verdieping met atelier van Dansinstituut Gaillard-Jorissen                                                     | Den Haag, Laan van Meerdervoort 50a-c | |            |
| 1932-06                                            | Ontwerp Nationaal Padvinderskamp 1932                                                                                                  | Wassenaar, Landgoed Oosterbeek | |            |
| 1932                                               | Ontwerp voor een stadion in de Valkenoordsche polder                                                                                   | Rotterdam | Onuitgevoerd                                                                                                |            |
| 1933                                               | Woonhuis "De Biezen" Vilmos Huszár | Hierden, Biesteweg 6 | |            |
| 1933-1936                                          | Lunchroom Brittenburg, winkels en woonhuizen                                                                                           | Katwijk aan Zee, Boulevard/Koningin Wilhelminastraat                                                                                       | Uitgevoerd                                                                                                  |            |
| 1933-1935                                          | Kantoorgebouw voor de Centrale Onderlinge Bedrijfsvereniging voor Ziekteverzekering                                                    | Den Haag, Van Alkemadelaan 700 | Uitgevoerd vanaf oktober 1933                                                                               |            |
| 1934-1935                                          | Ontwerp voor de herinrichting van de omgeving van Station Den Haag Centraal en een verkeersweg naar Scheveningen (i.s.m. Herman Rosse) | Den Haag | Onuitgevoerd; in januari 1935 tentoongesteld in Pulchri Studio                                              |            |
| 1934-1935                                          | City Theater (i.s.m. Oscar Rosendahl)                                                                                                  | Amsterdam, Kleine Gartmanplantsoen 13 | Uitgevoerd vanaf januari 1935; opening 28 oktober 1935                                                      |            |
| 1934-1938                                          | Emmabank (i.s.m. P.J.Th. Schumacher)                                                                                                   | Den Haag, Lange Voorhout | In de oorlog vernietigd; in 1959 gereconstrueerd                                                            |            |
| 1935                                               | Verbouwing van het kantoor van de firma Staal & Co.                                                                                    | Den Haag, Lange Houtstraat | Uitgevoerd                                                                                                  |            |
| 1935-1936                                          | Van Swinden Theater (i.s.m. Oscar Rosendahl)                                                                                           | Amsterdam, Eerste Van Swindenstraat 72-76                                                                                                  | Uitgevoerd; opening 26 maart 1936                                                                           |            |
| 1936-1937                                          | Uitbreiding van het Olympisch Stadion                                                                                                  | Amsterdam, Stadionplein 20 | Uitgevoerd                                                                                                  |            |
| 1937                                               | Ontwerp voor een sport- en tentoonstellingscomplex                                                                                     | Amsterdam, Scheldeplein/President Kennedylaan                                                                                              | |            |
| 1937                                               | Winkelhuis Ambassade | Den Haag, Hoogstraat 29 | Uitgevoerd; begane grond gewijzigd                                                                          |            |
| 1937                                               | Flatgebouw | Den Haag, Badhuisweg 141-167b | Uitgevoerd                                                                                                  |            |
| 1937                                               | Ontwerp voor een stadion | Lissabon | Onuitgevoerd                                                                                                |            |
| 1937-1938 en 1949                                  | Woningbouw Keizer Karel Park | Amstelveen, Van der Hooplaan 14-34, Van der Leeklaan 2-6, Ingenieur Romplaan, Pieronlaan, Pastoor Meynemalaan, Nieuwemhuysenlaan           | |            |
| 1938-1939                                          | Villa’s | Wassenaar, Kerkdam/Ridderlaan | |            |
| 1938-1939 (uitbreidingen 1953-1954 en 1960)        | Alta-fabriek | Den Haag, Binckhorstlaan 301/Junostraat | |            |
| 1938                                               | Avenida-hotel | Porto, Avedina dos Aliados/Rua de Ramalho Ortigao                                                                                          | |            |
| 1938-12 - 1939-01                                  | Ontwerp voor theater Coliseu do Porto                                                                                                  | Porto, Rua de Passos Manuel | |            |
| 1938-12 - 1941                                     | Flatgebouw | Rotterdam, Schiedamse Vest 2-40 | Uitgevoerd                                                                                                  |            |
| 1939                                               | Ontwerp flatgebouw Nieuw Bussum | Bussum, Nieuw ’s-Gravenlandseweg/Parallelweg                                                                                               | |            |
| 1939 (?)                                           | Pelterijenhandel Splitter Frères | Den Haag, Hoogstraat 14 | Uitgevoerd                                                                                                  |            |
| 1939-06                                            | Ontwerp garage Van Vueren | Amsterdam, Stadionplein | Onuitgevoerd                                                                                                |            |
| 1940-1944                                          | Stedenbouwkundig plan en woonflats | Rotterdam, Diergaardeterrein | |            |
| 1940-1941                                          | Woningbouw | Rotterdam, Goudsesingel 7-101/Vondelweg/Brussestraat/Warande                                                                               | Uitgevoerd 1943                                                                                             |            |
| 1942                                               | Verbouwing van de Rotterdamsche Hypotheekbank                                                                                          | Rotterdam, Schiedamse Vest 89 | |            |
| 1942-1943                                          | Verbouwing van Huis Amstelrust | Amsterdam, Amsteldijk | |            |
| 1943-02                                            | Ontwerp voor hotel-café-restaurant Carehoma                                                                                            | Rotterdam, Coolsingel | Onuitgevoerd                                                                                                |            |
| 1943                                               | Ontwerp voor een kantoorgebouw | Rotterdam | Onuitgevoerd                                                                                                |            |
| 1943-04                                            | Ontwerp voor de herinrichting en uitbreiding van een kantoor                                                                           | Rotterdam, Schiedamse Singel 52 | |            |
| 1943-1952                                          | Verbouwing en uitbreiding van het Carlton Hotel (i.s.m. Frans Ottenhof)                                                                | Amsterdam, Vijzelstraat 4-14 | |            |
| 1944-08                                            | Concertgebouw | Rotterdam, Hofplein | |            |
| 1946-01                                            | Ontwerp voor een hotelcomplex | Azenhas do Mar (Portugal) | |            |
| 1946-08                                            | Ontwerp voor een hotel en theater | Porto, Avenida dos Aliados/Rua do R. Ortigao                                                                                               | |            |
| 1946-11                                            | Hotel en theater | Lissabon, Praca Marquez de Pombal/Avenida Camilo Castelo Branco                                                                            | |            |
| 1946-09 (afgebroken in 1977)                       | Verbouwing van een woonhuis tot vrijmetselaarsloge L’Astre de l’Orient (i.s.m. Frans Ottenhof)                                         | Vlissingen, Coosje Buskenstraat 2 | |            |
| 1946                                               | Ontwerp voor een torengarage voor General Motors                                                                                       | Den Haag | |            |
| 1947-02                                            | Ontwerp voor een oorlogsmonument bij de gevangenis van Scheveningen (Oranjehotel)                                                      | Scheveningen | |            |
| 1947-1950                                          | Landhuis W.J. van Ballegoyen de Jong                                                                                                   | Voorburg, Park Leeuwensteyn 36 | Uitgevoerd                                                                                                  |            |
| 1948                                               | English Church (i.s.m. Fop Ottenhof)                                                                                                   | Den Haag | Onuitgevoerd                                                                                                |            |
| 1947-1949                                          | Woningbouw (i.s.m. Fop Ottenhof) | Vlaardingen, Mendelsohnplein | |            |
| 1947-1949                                          | Ontwerp voor een hotel en casino (i.s.m. Fop Ottenhof)                                                                                 | Aruba, Palm Beach | |            |
| 1948-1949                                          | Uitbreiding van het kantoorgebouw voor de Centrale Onderlinge Bedrijfsvereniging voor Ziekteverzekering                                | Den Haag, Van Alkemadelaan 700 | Uitgevoerd                                                                                                  |            |
| 1948-1970                                          | Verbouwing van woningbouwcomplex | Den Haag, Hanenburglaan 144-190 | |            |
| 1949                                               | Verbouwing van Susan Sport Store (i.s.m. G.J. Heering)                                                                                 | Den Haag, Passage 68 | Uitgevoerd; later verdwenen                                                                                 |            |
| 1949                                               | Flatgebouw (i.s.m. Fop Ottenhof) | Den Haag, Van Bleiswijkstraat | |            |
| 1949                                               | Woonhuizen (i.s.m. Fop Ottenhof) | Den Haag, Nieuwediepstraat | |            |
| 1950                                               | Woning met garage | Haamstede, nabij de Westerlichttoren | |            |
| 1950-1951                                          | Bungalowpark (i.s.m. Fop Ottenhof en J. Fresco)                                                                                        | Aruba, Palmbeach | |            |
| 1951-01 - 1952-05                                  | Ontwerp voor een kantoorgebouw | Willemstad, Curaçao, Klipstraat/Rouvilleweg                                                                                                | |            |
| 1951                                               | Woningbouw | Zeist, Cornelis Schellingerstraat 25-63bis en 62-108bis                                                                                    | |            |
| 1951-08                                            | Veenendaal-monument (i.s.m. G.J. Heering)                                                                                              | Schiphol | |            |
| 1952 (afgebroken ca. 1995)                         | Arbeiderswoningen | Zeist, Dr. A. Kuyperlaan/Johan de Wittlaan/Mgr. Nolensstraat/Schaperlaan/R.J. Schimmelpennincklaan/De Savornin Lomanlaan/Van Hogendorplaan | |            |
| 1952-01-08 - 1952-01-09                            | Monument | Willemstad, Curaçao, Fortplein | Beeldhouwwerk van Albert Termote                                                                            |            |
| 1952-11                                            | Verbouwing Hotel Poolster (i.s.m. G.J. Heering)                                                                                        | Noordwijk, Noordboulevard | |            |
| 1952 (uitgebreid, afgebroken 1987)                 | Badhotel Bouwes | Zandvoort, Badhuisplein 7 | |            |
| 1952                                               | Ontwerp voor de bouw van een tandheelkundige kliniek                                                                                   | Amsterdam, Magnoliastraat | |            |
| 1952-1954 (op de nominatie voor sloop in 2012)     | Hotel De Wageningse Berg (i.s.m. G.J. Heering)                                                                                         | Wageningen, Generaal Foulkesweg 96 | |            |
| 1952-1955                                          | Tweede Huishoudschool (Licht-Liefde-Leven) (i.s.m. G.J. Heering)                                                                       | Den Haag, Capadosestraat 15 | |            |
| 1954-03                                            | Ontwerp voor het Esso Building | Amsterdam, Minervaplein | Onuitgevoerd                                                                                                |            |
| 1954-1960 (afgebroken in 1999)                     | Gewestelijk Arbeidsbureau en Districtsbureau van de Arbeidsvoorziening (i.s.m. Frans Ottenhof en M.J.B. Meijsen)                       | Den Haag, Troelstrakade 75/Moerweg | |            |
| 1954                                               | Ontwerp voor woningbouw Meer en Bos (i.s.m. G.J. Heering)                                                                              | Den Haag, Ericalaan/Narcislaan | |            |
| 1955                                               | Verbouwing van een pand (i.s.m. G.J. Heering)                                                                                          | Den Haag, Parkstraat 105-107 | In opdracht van de Maatschappij Onroerend Goed                                                              |            |
| 1955-1968                                          | Flatwoningen (i.s.m. M.J.B. Meijsen)                                                                                                   | Heemstede, Merwedeplantsoen 8-150 | In opdracht van aannemersbedrijf W. Thunissen                                                               |            |
| 1956-1957                                          | Asta Motel (i.s.m. Fop Ottenhof en M.J.B. Meijsen)                                                                                     | Beverwijk, Parallelweg 8 | Uitgevoerd                                                                                                  |            |
| 1956-1957                                          | Verbouwing van de Lagere Technische School van Jan Duiker (i.s.m. Fop Ottenhof)                                                        | Scheveningen, Zwaardstraat | |            |
| 1954                                               | Flatwoningen | Den Haag, Stadhoudersplantsoen/2e Sweelinckstraat                                                                                          | In opdracht van de NV Nassaulaan                                                                            |            |
| 1956-1958                                          | Ontwerp voor een Rijkstuinbouwschool en gebouw voor de Rijkstuinbouwvoorlichtingsdienst (i.s.m. Fop Ottenhof)                          | Naaldwijk, Zuidweg | |            |
| 1956-1961                                          | Verbouwing kantoorgebouw P.W. Deerns                                                                                                   | Den Haag, Rijkswijkseweg 23 | |            |
| 1956                                               | Ontwerp voor Tehuis Steenvoorde (i.s.m. Fop Ottenhof)                                                                                  | Rijswijk, Generaal Spoorlaan 62 | |            |
| 1956                                               | Ontwerp voor een wijkgebouw | Den Haag, Erasmusplein | |            |
| 1956                                               | Woning- en winkelcomplex (i.s.m. Fop Ottenhof)                                                                                         | Voorburg, Koningin Julianaplein 1-10/Herman Gorterstraat 2-68                                                                              | |            |
| 1957-1958                                          | Lagere Technische School (i.s.m. Fop Ottenhof)                                                                                         | Breukelen, Engel de Ruyterstraat 40 | In opdracht van de Vereniging Centrale Technische School Vechtstreek                                        |            |
| 1957-1958                                          | Kleuterschool De Koepeltjes (i.s.m. Fop Ottenhof)                                                                                      | Rijswijk, Generaal Swartlaan 54-58 | |            |
| 1957-1962                                          | Flatgebouwen (i.s.m. Fop Ottenhof) | Den Haag, Hengelolaan 864-1138 en 1172-1266                                                                                                | Uitgevoerd 1959-1961                                                                                        |            |
| 1958                                               | R.K. LTS en gymnastiekzaal (i.s.m. Fop Ottenhof                                                                                        | Wolvega, Mr. Thorbeckestraat | |            |
| 1958-1960                                          | Tweede bedrijfsgebouw Citroën N.V. (i.s.m. M.J.B. Meijsen)                                                                             | Amsterdam, Stadionplein 22 | Uitgevoerd                                                                                                  |            |
| 1959                                               | Ontwerp voor een motel (i.s.m. Fop Ottenhof)                                                                                           | Scheveningen, Groningsestraat | |            |
| 1959-1962                                          | Protestants christelijke LTS (i.s.m. Fop Ottenhof en M.J.B. Meijsen)                                                                   | Beverwijk, Luxemburglaan | |            |
| 1959-1967                                          | Crematorium Ockenburgh (i.s.m. M.J.B. Meijsen)                                                                                         | Den Haag, Ockenburghstraat 21 | Uitgevoerd                                                                                                  |            |
| 1959                                               | Christelijke Nijverheidsschool voor meisjes (i.s.m. Fop Ottenhof)                                                                      | Assen, Schaepmanstraat | |            |
| 1959                                               | Ontwerp voor de badplaats Kijkduin (i.s.m. Fop Ottenhof)                                                                               | Den Haag, Kijkduin | |            |
| 1959-1963 (afgebroken 2000)                        | Kamer van Koophandel (i.s.m. M.J.B. Meijsen)                                                                                           | Den Haag, Alexander Gogelweg 16 | |            |
| 1960                                               | Flatgebouw (i.s.m. Fop Ottenhof) | Den Haag, Landréstraat | Na 1962 alleen Ottenhof                                                                                     |            |
| 1960                                               | Woningbouwcomplex (i.s.m. Fop Ottenhof)                                                                                                | Den Haag, Hengelolaan/Beresteijnlaan | |            |
| 1960-1967                                          | Bedrijfsgebouw met opslagruimte van de firma Soldt en Batenburg                                                                        | Den Haag, Schenkstraat | |            |
| 1960                                               | Fabriek van de N.V. Internationale Kunststoffen Industrie                                                                              | Voorschoten, Rouwkooplaan 1 | |            |
| 1962-1964                                          | Fabriek en kantoren van de firma Rentokil (i.s.m. M.J.B. Meijsen)                                                                      | Rijswijk, Volmerlaan 9 | |            |
| 1962-12 - 1963-04-18                               | Bungalow P.C. Boone | Renesse, Oosterbanweg | |            |
| 1962-1963                                          | Woonhuis Egon Wolff (i.s.m. M.J.B. Meijssen)                                                                                           | Lochem, Heuvelenweg/Burgemeester Thomassenlaan                                                                                             | |            |
| 1963-1969                                          | Palace Hotel | Zandvoort, Burgemeester Van Fenemaplein 2                                                                                                  | Uitgevoerd                                                                                                  |            |
| 1963                                               | Ontwerp voor de verbouwing van een woonhuis (i.s.m. M.J.B. Meijsen)                                                                    | Den Haag, Jacob de Graefflaan | |            |
| 1963                                               | Verbouwing van een pand (i.s.m. M.J.B. Meijsen)                                                                                        | Den Haag, Nassaulaan 17 | In opdracht van A.E.J. Nysingh                                                                              |            |
| 1963                                               | Verbouwing van een pand (i.s.m. M.J.B. Meijsen)                                                                                        | Den Haag, Parkweg 3 | In opdracht van G. Bonnier en de firma Parlux                                                               |            |
| 1963                                               | Gymnastiekzaal van de vrije school (i.s.m. M.J.B. Meijsen)                                                                             | Den Haag, Waalsdorperweg | |            |
| 1963-1964                                          | R.K. Kweekschool De la Salle (i.s.m. M.J.B. Meijsen)                                                                                   | Heemstede, Glipperweg/Prinsenweg/Heerenweg                                                                                                 | |            |
| 1963-06 - 1967                                     | Coöperatieve Raiffeisenbank met vier flatwoningen (i.s.m. M.J.B. Meijsen)                                                              | Loosduinen, Emmastraat 191-201 | |            |
| 1964                                               | Flatwoningen | Rijswijk, Prof. Meyerslaan | |            |
| 1964-06                                            | Verbouwing van een pand (i.s.m. M.J.B. Meijsen)                                                                                        | Den Haag, Koninginnegracht 25 | |            |
| 1964-12                                            | Dubbel woonhuis E.M. Ellemers | Bloemendaal | |            |
| 1965-06-25 - 1965-09-15                            | Acht systeemscholen voor het lager onderwijs (i.s.m. M.J.B. Meijsen)                                                                   | De Bilt, Orionlaan; Baarn, Verlengde Gaslaan en Nachtegaallaan; Maarssen, Kuyperstraat; IJsselstein, Oostenrijkstraat en Europalaan        | |            |
| 1965-12 - 1972                                     | Verpleeghuis Prinsenhof (i.s.m. G. Oranje)                                                                                             | Leidschendam, Gravin Juliana van Stolberglaan                                                                                              | In opdracht van de Stichting Prinsenhof                                                                     |            |
| 1967-1968                                          | UTS IJmond (i.s.m. M.J.B. Meijsen) | Santpoort, Cremerlaan/Roos en Beeklaan | |            |
| 1967-1969                                          | R.K. UTS (i.s.m. | Doetinchem, Zaagmolenpad 18 | In opdracht van de R.K. Stichting voor Uitgebreid Lager Nijverheids Onderwijs Gendringen                    |            |
| 1968-1969                                          | Verbouwing van de Bank van Onroerende Zaken (i.s.m. G. Oranje)                                                                         | Amsterdam, Beethovenstraat 79-83 | |            |